# Bulbophyllum rugosum
Bulbophyllum rugosum är en orkidéart som beskrevs av Henry Nicholas Ridley. Bulbophyllum rugosum ingår i släktet Bulbophyllum och familjen orkidéer. Inga underarter finns listade i Catalogue of Life.